# Alojz Dobravec
Alojz Dobravec (Dobrauz) vitez Saldapenna, slovenski novinar, diplomat in publicist, * 2. junij 1811, Trst, † 18. januar 1871, Pariz.

## Življenje in delo
V letih 1823−1829 je obiskoval ljubljansko gimnazijo, nato filozofijo v Milanu in pravo na Dunaju ter Parizu. Pravno službo v Milanu je 1837 zapustil in se za dlje časa naselil v Neaplju, kjer je največ časa preživel v diplomatskih krogih. Odtod se je preselil v Pariz, kjer je vstopil v uredništvo dvornega konservativnega lista La Presse, v kratkem postal eden najvplivnejših novinarjev v Franciji. Leta 1840 je z Girardinom in Lamartineom aktivno sodeloval pri strmoglavljenju A. Thiersa, državnika in zgodovinarja, sprva liberalnega republikanca, ki je bil pod kraljem  Ludvikom Filipom predsednik vlade. F. Guizot (zgodovinar, rojalist, od 1840-1847 zunanji minister, od 1847 do revolucije 1848 predsednik vlade) je pošiljal Dobravca na različne diplomatske misije v Nemčijo, Italijo in Španijo. Dobravec je bil nasprotnik francoskega priznanja madžarske revolucije in gibanja za združeno Italijo. S tem si je pridobil avstrijsko naklonjenost. Na poziv ministra Brucka je reorganiziral avstrijske konzulate v Franciji in Španiji. Postal je sekcijski svetnik v trgovinskem ministrstvu s sedežem v generalnem konzulatu v Parizu in v avstrijski službi prepotoval Španijo in Portugalsko. Bil je pisec številnih pravnih in diplomatskih spisov in knjig; po sklenjenem pariškem miru (pariški mir (1856)) je izdal svojo znamenito knjigo Le traité de Paris, ses causes et ses effets (1856). Leta 1859 je ustanovil tednik Le Mémorial diplomatique, ki ga je urejal in po večini tudi sam pisal. Bil pa je tudi med tistimi, ki so 1864 pregovorili avstrijskega nadvojvodo Maksimiljana, da je segel po mehiški kroni.
Med Slovenci v diplomatski službi pred prvo svetovno vojno je Alojz Dobravec izjemen primer uveljavitve v diplomaciji dveh držav.